# Qeqertarsuatsiaat
Qeqertarsuatsiaat, Qeqertarsuatsiait, dun. Fiskenæsset – osada w południowo-zachodniej Grenlandii, w gminie Sermersooq, ok. 150 km na południe od Nuuk - stolicy kraju. Qeqertarsuatsiaat zostało założone w 1754 jako stacja handlowa przez duńskiego kupca Andersa Olsena. Grenlandzka nazwa w języku polskim oznacza "całkiem dużą wyspę".
Według danych oficjalnych liczba mieszkańców w 2011 roku wynosiła 218 osób.